# ГЕС Рантамбе
ГЕС Рантамбе — гідроелектростанція у Шрі-Ланці. Розташована після ГЕС Ранденігала, становить нижній ступінь каскаду на найбільшій річці країни Махавелі (впадає до Бенгальської затоки на східному узбережжі острова біля Тринкомалі).
У межах проєкту Махавелі перекрили бетонною гравітаційною греблею висотою 42 метри та довжиною 420 метрів. Вона утримує водосховище з об'ємом 21 млн м3 (корисний об'єм 4,4 млн м3), в якому припустиме коливання рівня в операційному режимі між позначками 140 та 152 метри НРМ.
Пригреблевий машинний зал обладнали двома турбінами типу Френсіс потужністю по 26,5 МВт, які працюють при номінальному напорі у 33 метри (максимальний напір до 34 метрів). Це обладнання повинне забезпечувати виробництво 180 млн кВт·год електроенергії на рік.